# Тир, Роберт
Роберт Тир  (8 марта 1939 – 29 марта 2011) — валлийский тенор, певец, педагог и дирижер. Впервые он стал известен как певец в операх Бенджамина Бриттена в середине 1960-х годов. С 1970-х до выхода на пенсию в 1999 году его основной оперной базой был Королевский оперный театр Ковент-Гарден; он выступал с другими оперными труппами Великобритании, континентальной Европы, США и Австралии. Обычно избегая итальянского репертуара, который не подходил его голосу, Тир стал известен по ведущим и характерным ролям в немецких, британских и русских операх.
Концертный репертуар Тира был широк: от музыки XVII века до современных произведений Бриттена, Типпетта и других. Он дирижировал в течение нескольких лет, начиная с середины 1980-х, но обнаружил, что по темпераменту не подходит для этого. Как преподаватель в Королевской академии музыки он был счастливее и пользовался уважением коллег и учеников.

## Жизнь и карьера

### Ранние годы
Тир родился в Барри, Гламорган, в семье Томаса Тира, железнодорожного служащего, и его жены Эдит, урожденной Доддс. Будучи школьником начальной школы Barry Boys, он пел в местном церковном хоре, а в возрасте семи лет принял участие в первой постановке зарождающейся Национальной оперы Уэльса "Сельская кавалерия" в Кардиффе в апреле 1946 года. В 1957 году он выиграл хоровую стипендию в Королевском колледже Кембриджа, где изучал английский. Его биограф Рэймонд Холден считает, что его главный университет оказывает влияние на критика и преподавателя Ф. Р. Ливиса, писателя Э. М. Форстера и дирижера Дэвида Уиллкокса.
Тир окончил университет в 1960 году и переехал в Лондон. где в 1961 году он был назначен хоровым викарием в соборе Святого Павла. Его обязанности в хоре оставляли ему время заниматься с учителем пения Джулианом Кимбеллом и петь с Ambrosian Singers. В январе 1961 года он женился на Хилари Томас; у них родились две дочери.
Тир дебютировал в опере в 1963 году в роли мужского хора в "Похищении Лукреции" Бриттена с английской оперной группой (EOG); композитор одобрил выступление Тира и пригласил его дублером Питера Пирса в оригинальной постановке "Реки Керлью" на Олдбургском фестивале в 1964 году. Тир сыграл Питера Квинта в постановке "поворота винта", прежде чем присоединиться к Бриттену и EOG в четвертом балете в недельном турне по Советскому Союзу в сентябре и октябре 1964 года. Бриттен написал две роли с учетом голоса Тира: Мисаэля в "Пылающей огненной печи" (1966) и главную роль в "Блудном сыне" (1968). Для EOG Тир также создал роль рядового Тодда в "Грации Тодда" Гордона Кросса (1969) и спел Арбейса (1969), а позже главную роль (1973) в "Идоменее" Моцарта.
Тир никогда не входил в ближайшее окружение Бриттена; он не относился к композитору с требуемым почтением и рассматривался как угроза превосходству Пирса как ведущего тенора. Когда в 1970 году он решил создать роль Дова в "Саде узлов" Майкла Типпетта для Королевской оперы, а не появляться на премьере "Оуэна Уингрейва" Бриттена, он стал одним из "трупов" Бриттена – бывших коллег, с которыми он полностью прекратил контакты, как только они перестали быть ему полезными или оскорбили его.

### Пиковые годы
Одновременно со своей развивающейся оперной карьерой Тир завоевал репутацию концертного певца. В 1965 году он дебютировал на Эдинбургском фестивале, исполнив цикл песен Типпетта "Уверенность сердца"; в том же году он выступил первым из пятидесяти четырех на "Выпускных вечерах", в "Паукенмессе" Гайдна под управлением сэра Малкольма Сарджента. Его репертуар варьировался от тюдоровской музыки до самых современных произведений.
Тир пел со многими оперными труппами Великобритании, континентальной Европы, Австралии и США, но его основной базой был Ковент-Гарден. Его голос был описан его некрологистом в The Times как "типично британский: менее экспансивный, чем итальянский стиль, и в нем мало немецкого героического тенора, но чистый, элегантный, гибкий, способный к сладости и с выразительными качествами, которые служат тонкой музыкальности и большому интеллекту". Итальянская опера ему не нравилась; его редкими выступлениями в этом репертуаре были Малкольм в "Макбете", Гастоне в "Травиате", комические роли доктора Кая в "Фальстафе" и Альциндоро в "Богеме", и единственная итальянская роль, с которой он стал ассоциироваться, императора Альтума в "Турандот", которую он впервые исполнил в Королевском оперном театре в 1984 году и в которой он в последний раз появился  в 2009 году. В Ковент-Гардене и других местах он исполнил множество ведущих ролей, таких как капитан Вир в "Билли Бадде", главную роль в "Питере Граймсе", Ашенбаха в "Смерти в Венеции", Ленского в "Евгении Онегине", Ирода в "Саломее", Логе в "Золотом Рейне", Бельмонте в "Серале" и Дэвида в "Мейстерзингере". Большая часть его оперного репертуара состояла из характерных ролей, в которых, по мнению The Times, "его юмору и острому человеческому восприятию была предоставлена полная свобода действий". Среди них были Моностатос в "Волшебной флейте", Дон Базилио в "Свадьбе Фигаро", Джакино в "Фиделио", Спаланцани в "Сказках Гофмана", Вальзакки в "Кавалере Розы" и Эгист в "Электре".

### Более поздние годы
В 1980 году Тир дебютировал в качестве дирижера с камерным оркестром Темзы в Зале королевы Елизаветы, хотя впоследствии он дирижировал "Лондонскими музыкантами Моцарта" и Миннеаполисским, Английским камерным, Лондонским симфоническим и Philharmonia оркестрами, он обнаружил, что по темпераменту не подходит для дирижирования, потому что из-за его дружелюбного и покладистого характера ему было трудно проявлять авторитет и дисциплину, требуемые от дирижеров. Он находил большее удовлетворение в роли преподавателя; Тир был первым, кто занял международную кафедру пения в Королевской академии музыки, Лондон. Он проводил его с 1987 по 1989 год, и студенты и сотрудники оценили его как успешный.
После своего официального выхода на пенсию Тир сыграл эпизодическую роль на выпускных вечерах 2009 года в качестве адвоката Банторна в «Терпении» под управлением сэра Чарльза Маккерраса.
Тир умер от бронхопневмонии, вызванной раком пищевода, в своем доме в Хаммерсмите, Лондон, 29 марта 2011 года. В сентябре того же года в Сен-Мартен-ин-зе-Филдс была проведена поминальная служба, на которой чтения и песни исполняли бывшие коллеги Тир, в том числе дама Джанет Бейкер, сэр Томас Аллен, Джон Марк Эйнсли, сэр Джон Томлинсон и дама Фелисити. Палмер.

## Награды и публикации
В 1984 году Тир был награждён Самым превосходным орденом Британской империи. Он был почетным членом Королевского Уэльского колледжа музыки и драмы и Королевского колледжа в Кембридже.
Тир опубликовал два тома воспоминаний: Tear Here (1990) и Singer Beware (1995). В траурной речи Роберт Понсонби прокомментировал, что они оба были написаны "в стиле настолько странном, настолько метафизичном и настолько своеобразном, что иногда не поддаются пониманию", хотя "серьезность Тира и его интерес к духовным вещам (он открыл для себя буддизм) были самоочевидны - как и в его картинах и рисунках".

## Записи
Тир записал более 250 пластинок и написал в своей записи "Кто есть кто", что он работал во всех крупных звукозаписывающих компаниях. Роли, которые он исполнил на дисках, варьируются от Уриэля в "Творении" Гайдна до художника в "Лулу" Берга и от Питичиначчо в "Сказках Гофмана" Оффенбаха до сэра Харви в "Анне Болене" Доницетти. Его многочисленные классические записи включают исполнения Баха, Генделя, Монтеверди, Моцарта, Бетховена, Малера, Брукнера, Стравинского, Яначека, Вагнера и Мессиана. В английском каноне он также записал песни Элгара, Воан-Уильямса, Баттерворта и Бриттена.